# L'Arca (Millars)
L'Arca és un dolmen del terme comunal de Millars, a la comarca del Rosselló (Catalunya Nord) que està situat a prop de l'extrem nord-oest del terme comunal, a tocar del de Nefiac. Es tracta d'un dolmen de corredor antic, amb cambra trapezoïdal.